# Adolph Gotthard Carstens
Adolph Gotthard Carstens (født 31. marts 1713 i København, død 10. marts 1795 sammesteds) var en dansk gehejmeråd, bror til Friedrich Carstens og Christian Gottfried Carstens.

## Opvækst og uddannelse
Adolph Gotthard Carstens blev født i København. Hans fader, Nicolai Gotthard Carstens fra Lübeck, var da kammersekretær hos prins Carl, men døde som konferensråd og landfoged i Bredsted; hans moder var Justina Christine født von Johnn. Sammen med sine tre brødre blev han undervist af lærere i hjemmet, og faderen selv tog meget del i hans undervisning. Som den første, når det gjaldt leg og lystighed, var Carstens også fremragende flink ved bogen, og fra sin tidligste ungdom følte han sig stærkt draget af antikkens klassikere; derfor kom dog ikke færdighed i de levende sprog til at stå tilbage; i det fint dannede hjem øvedes han flittig deri. I sit attende rejste han til Jena for at studere jura, men blev her og i Halle (1731-35) også nøje indviet i Christian Wolffs og Leibniz' filosofi. I Jena pådrog han sig ved uforsigtighed en underlivssvækkelse, af hvis følger han led sin øvrige livstid, og som indvirkede meget på hele hans levevis, da han ikke var i stand til at deltage i større selskabelighed, men måtte holde sig i stilhed til en snæver vennekreds.

## Embedskarriere
Efter endt studierejse tilbragte han nogle år dels i det fædrene hjem, dels hos en morbroder, der var administrator af Grevskabet Rantzau; men 1738 begyndte han kancellivejen som sekretær i Tyske Kancelli og gennemgik nu alle trin på embedsstigen, således at han syv år før sin død kunne fejre 50-års-jubilæum som embedsmand i det samme departement. 1749 blev han kancelliråd, 1754 justitsråd, 1761 etatsråd og 1768 konferensråd.
Ved de store omvæltninger i administrationen 1771 under Struensee beskikkedes han til overprokurør for de Hertugdømmet Slesvig og de kongelige tyske provinser vedkommende sager med sæde og stemme i Kancellikollegiet. Til arveprinsens formæling 1774 blev han Danebrogsridder og tog til devise: "Recta via et firmo gradu", hvad der passede fortrinlig på hele hans individualitet. 1779 blev han gehejmeråd.
Da grev Andreas Peter Bernstorff i november 1780 afskedigedes fra alle sine poster, blev Carstens hans eftermand som direktør i det tyske Kancelli, men bibeholdt sin stilling som overprokurør; og disse to embeder havde han til sin død, dog således, at da Bernstorff kaldtes tilbage 1784, måtte Carstens vige det øverste sæde for greven, som fik titel af kancellipræsident.
Carstens nød i hele sin embedstid aldeles enstemmig højagtelse for sit retsind og sin udmærkede dygtighed; og ved sin elskværdige personlighed vandt han alles hjerter. Enhver, der henvendte sig til ham, kom han velvillig og ligefrem i møde. Uden for hans egentlige embede havde han oftere sæde i særlige kommissioner; således i kommissionen, der skulle påkende 
Struensees og Brandts sag; han har medundertegnet disses dødsdom, men han skal have ytret til flere af sine venner, at han bag efter fortrød det inderlig. Også i den store Beringskjoldske kommission 1781 havde han sæde.
Et hverv af anden slags overdroges ham 1772 som medlem af kommissionen til de kongelige (danske, franske og italienske) skuespils bedre indretning og bestyrelse. I teaterdirektionen havde han derefter sæde til maj 1777, da han til stort tab for teatret så sig nødsaget til at søge afsked fra denne post, fordi den under hans mange andre forretninger gav ham bryderier, som hans svage helbred ikke tålte; men hans sindighed, hans mangesidige og grundige dannelse og fine kunstsans havde ogsk i denne hans virksomhed øvet betydelig og heldbringende indflydelse.

## Kunst og videnskab
Men Carstens har ikke blot som embedsmand sat sig et varigt minde, men også som dyrker af videnskab og kunst. Hans første skrift var af religionsfilosofisk natur, en anonymt udgivet tysk afhandling om et nyt bevis for Guds tilværelse (1751, 2. udgave 1756); det var en frugt af hans studium af Wolf og Leibnitz.
I øvrigt syslede han meget med historiske undersøgelser. Ved Hans Grams død 1748 søgte han posten som Gehejmearkivar og tilbød at aflægge prøve på sine kundskaber – men Jacob Langebek fik embedet. Da genferen Paul Henri Mallet under sit ophold i København forberedte sin Histoire de Dannemarc, gennemså og diskuterede Carstens dette værk med forfatteren, med hvem han efter hans afrejse fra Danmark vedligeholdt en venskabelig brevveksling gennem mange år.
1753 blev Carstens medlem af Videnskabernes Selskab i København, efter at en indsendt afhandling om dronning Euphemia var oplæst. I årene 1754-70 findes derefter af ham i selskabets skrifter en række vigtige, lærde undersøgelser, navnlig til Danmarks historie i det 14. århundrede samt en afhandling om Norges rigsvåben. Også af Det Kongelige Norske Videnskabers Selskab var han medlem (fra 1774). I 1777 blev han medlem af Det kongelige danske Selskab for Fædrelandets Historie.
Efter at Selskabet til de skønne og nyttige Videnskabers Forfremmelse var oprettet (1759), blev Carstens snart et meget virksomt og indflydelsesrigt medlem i dette. Hans egne poetiske frembringelser i det danske sprog er kun et par frie bearbejdelser efter det franske. Under navnet Philocalus oversatte han Brev til min Klædning af Michel-Jean Sedaine, og af Jean-Baptiste-Louis Gressets Vertvert har han gengivet et stykke efter en engelsk oversættelse.
Af større betydning er hans afhandlinger om abne Vokalers Medvirkning til de poetiske Udtryks Styrke og Livagtighed, oplyst især ved eksempler af græske og latinske digtere, dog også af Friedrich Gottlieb Klopstock og Christian Fürchtegott Gellert, samt om Vokalers Sammenstød i danske Vers, nemlig hvorvidt man overalt bør undgå sådanne, og regler derfor. De findes begge i selskabets samlinger Forsøg til de skjønne Videnskaber.
Men langt mere vægt har den indflydelse, han ved sin vejledning og kritiske indsigt har øvet på adskillige af datidens digtere og forfattere; på ingen måske dog i så høj grad som på Johannes Ewald, som selv med al redebonhed og taknemmelighed har udtalt det, som han skylder denne "de danske Musers ivrigste og viseste Beskytter". Det nære forhold mellem Carstens og Ewald udviklede sig dog kun langsomt; endnu i 1770 deltog Carstens i "Selskabets" forkastende dom over Rolf Krage. Men i digterens sidste år var Carstens blandt den store digters trofasteste velyndere, ligesom Ewald også i sit testamente rettede den anmodning til Carstens om i forening med præsten Johan Christian Schønheyder at påse den nøjagtige opfyldelse af hans sidste vilje.
Sin aldrig svigtende kærlighed til det latinske sprog lagde Carstens for dagen, da han i en alder af 77 år som manuskript for venner lod trykke en lille digtsamling, Carmina amicis (1790). De fleste af digtene er vel fra ungdomsårene, men nogle, særlig epigrammerne, er fra udgivelsestiden. Alderdommens affældighed udeblev dog ikke. Fra ungdommen af havde han – som ovenfor nævnt – båret på et svageligt legeme; i over 50 år havde han hverken kunnet læse eller skrive ved lys; alligevel bevarede han et livligt og tilfreds sind. Han var aldrig gift, men delte gennem mange år hjem med en ligeledes ugift broder, der var embedsmand i Rentekammeret. Da en tredje broder døde 1776, tog han enken til sig med hendes sønner. Disses opdragelse helligede han den største flid. En af disse brodersønner, justitiarius Christian Henrik Carstens, er forfatter af onkelens biografi i Gerhard Ludvig Lahde Mindesmærker, skønt den bærer Rasmus Nyerups navn, og fra hans bo er en ikke ubetydelig rest af Carstens efterladte brevveksling kommet i det Kongelige Biblioteks eje (i den Bøllingske brevsamling).
Carstens er begravet på Assistens Kirkegård.